# 丙炔

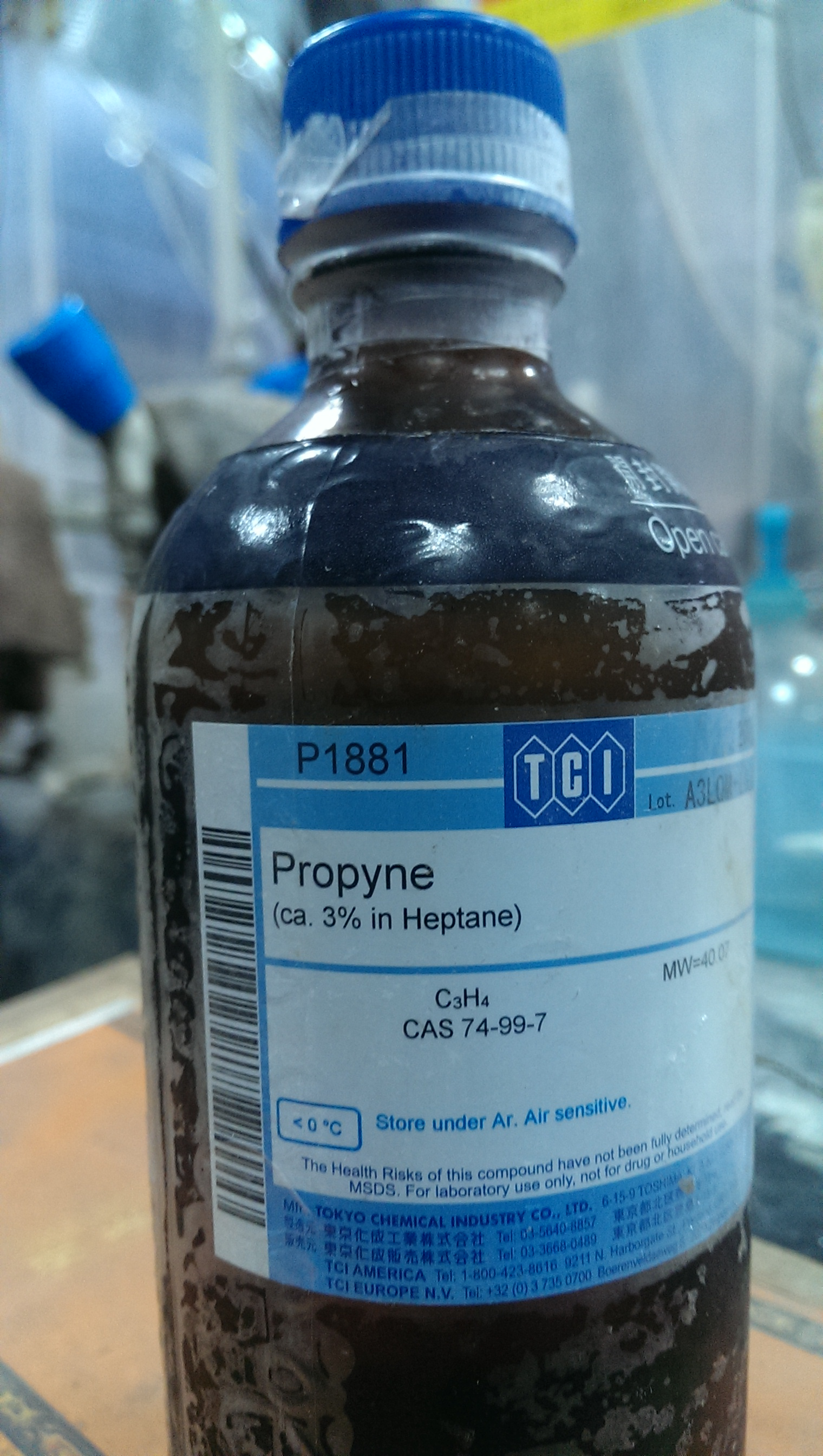
市售的丙炔溶液 (約3％的庚烷溶液)

丙炔，又稱甲基乙炔，是一種炔烴，其結構簡式為CH3C≡CH。它是MAPP氣體（風焊氣體）的其中一種成分。

## 反應

### 加成
丙炔跟一般的炔烴一樣，可以進行加成反應。
加氫時要用铂、鈀、鎳作催化劑。
鹵化時需要鹵素，鹵素將平均加在兩個碳原子上。
鹵氫化用到鹵化氫，同時要以氯化汞催化。
加水則生成丙酮，中間物是烯醇，但由於氧電負性大，導致烯醇中間體不穩定，於是變爲丙酮。

### 金屬取代反應
由於丙炔屬於末端炔烴，因此可以跟銀氨溶液（硝酸銀的氨溶液）或者亞銅氨溶液（氯化亞銅的氨溶液）反應，分別生成丙炔銀跟丙炔亞銅。

## 製備丙炔 及 丙炔與丙二烯的平衡態
丙炔與丙二烯平衡地存在於室溫中，丙炔與丙二烯的混合物被稱為MAPD：
CH≡CCH3 ⇌  H2C=C=CH2；Keq = 0.22 (270 °C),  0.1 K (5 °C)
MAPD是丙烷催化裂解成丙烯的反应中的副產物。丙炔也能干擾丙烯的催化聚合過程。

## 用作火箭燃料
歐洲太空總署正研究用輕質烴類化合物與液氧一同使用作為那種比起較常用的MMH/NTO（甲基肼／四氧化二氮系統產生較少有毒物質、相對地表現較好的液態火箭推進劑組合，此顯示丙炔有利於作為未來中用於近地軌道操作的太空船的火箭燃料。 這是因為它和氧氣一同使用的比沖能達到370 秒，並有較高的密度、較高的能量／體積比和適合的沸點。

## 有機化學
丙炔是一種方便使用的三碳试剂，可用作有機合成。用正丁基鋰去質子化时生成丙炔鋰，它是一種親核試劑，可以与羰基化合物反应生成醇和酯。